# Le Cavalier sans tête poursuivant Ichabod Crane
Le Cavalier sans tête poursuivant Ichabod Crane est une peinture créée en 1858 par l'artiste américain John Quidor, représentant une scène de La Légende de Sleepy Hollow, une nouvelle de Washington Irving publiée en 1820.

## Contexte
Ce tableau est l'un des nombreux tableaux de l'artiste basés sur des scènes tirées des œuvres écrites d'Irving sur la Nouvelle-Néerlande, notamment des tableaux tels qu′Ichabod Crane volant devant le cavalier sans tête (1828, Yale University Art Gallery) et Le Retour de Rip Van Winkle (1849, National Gallery of Art),. Ici, Quidor prend son inspiration dans la légende de Sleepy Hollow.

### Description
Le maître d'école Ichabod Crane s'enfuit sur un cheval blanc, poursuivi par le cavalier sans tête montant un cheval noir. Dans une main, le cavalier sans tête tient une citrouille qu'il s'apprête à lancer sur Crane. On peut voir en arrière-plan l'ancienne église hollandaise de Sleepy Hollow et le cimetière adjacent de Sleepy Hollow, ainsi que la pleine lune.

### Parcours du tableau
Quidor a exposé le tableau pour la première fois[Quand ?] à la National Academy of Design de New York. Le Smithsonian American Art Museum de Washington, DC a acheté ce tableau en 1994, mais il a été retiré de l'exposition en 2021.